# Basilio Monroy
Basilio Monroy fue un cura realista que combatió a los insurgentes durante la Independencia de México. Fue Cura del pueblo de Tonila, Jalisco. El 16 de mayo de 1812 arribó a la Villa de Colima para reforzar la guarnición de 60 soldados de tropa y 116 de caballería. Posteriormente comenzó una campaña por las costas de Colima, pero nunca dio con los insurgentes, pues éstos se retiraron a Coahuayana. En represalia, prendió fuego a las casas y rancherías, sólo respetando a los templos del lugar. 